# Otozoum
Otozoum (лат.) — вымерший ихнород (окаменевшие следы) завроподоморфных динозавров из позднетриасовых-раннеюрских песчаников. Следы оставлены массивными двуногими (иногда четвероногими) животными, которые передвигались короткими шагами, их четыре пальца направлены вперёд. Эти следы относительно большие, длина ступни превышает 20 см. Otozoum отличается от платеозавра (Plateosaurus) заметной гомоподией.

## Открытие и этимология
Следы Otozoum были открыты американским палеонтологом Эдвардом Хичкоком, который описал находку как «самый необычный след из обнаруженных в этой долине [река Коннектикут], представляющий двуногое животное... отличающееся от всех остальных... в песчанике Новой Англии». Ихнород был назван им же в 1847 году в честь гиганта Ота из древнегреческой мифологии.
Хичкок отметил отличную сохранность некоторых следов, присутствие деталей кожи, подушечек и даже отпечатков юрских капель дождя. Хорошо сохранившийся образец Otozoum из карьера Портланд выставлен в Государственном парке динозавров и дендрарии, Рокки-Хилл, Коннектикут.

## Таксономия
В 1953 году палеонтолог Ричард Суонн Лулл из Йельского университета пересмотрел публикацию Хичкока и предположил, что следы принадлежат прозавроподу. Высказывались и другие версии, согласно которым следы оставило крокодилоподобное животное (например, фитозавр рутиодон) или орнитоподный динозавр, но дальнейшие остеологические сравнения подтверждают гипотезу Лулла, что следы оставлены прозавроподом.

## Доисторическая экосистема
Otozoum grandcombensis из позднетриасовой формации ‘Grès supérieurs et Argilites bariolées’ обитал на широкой пойме, также служившей местом обитания теропода Grallator andeolensis.